# Тургор
Тургор е напрегнато състояние на живите клетки на растения, гъби и бактерии вследствие на тургорното налягане, което оказва натиск върху клетъчната мембрана отвътре. Благодарение на тургора, клетъчната мембрана се изпъва и заема формата, в която я ограничава клетъчната стена. Поради липсата на клетъчна стена, която да предотврати спукването на клетката, животинските клетки нямат тургор и стриктно регулират равновесното налягане на клетката. Тургорът позволява на тревистите растения да стоят изправени. Той също е и решаващ фактор за това как растенията регулират отворите на своите устица.

## Механизъм
Тургорът се дължи на осмотичното движение на водата в клетката. Тъй като мембраната на клетката е полупропусклива – пропуска водата, но не и разтворените в нея соли – водата се движи навън и навътре в клетката в зависимост от концентрацията на разтворените в нея соли и концентрацията им в междуклетъчното пространство. Когато клетката се намира в хипертонична среда (такава с по-голяма концентрация на соли), водата напуска клетката и тя се свива. Обратно – когато е в хипотонична среда, водата навлиза в клетката и създава вътрешно налягане – тургор. В изотоничен разтвор клетката е „мека“.